# Église Sainte-Marie de Stow
L'église Sainte-Marie (anglais : church of St Mary) ou le minster de Stow (Stow Minster) est un édifice religieux anglican situé à Stow, au Royaume-Uni. C'est l'une des plus vieilles églises d'Angleterre. Elle fut la cathédrale de l'ancien diocèse de Lindsey, fondé au VIIe siècle, et reprenait l’emplacement d'un lieu de culte plus ancien encore.

## Histoire
Les gloses médiévales situaient la chaire de l'évêque de Lindsey à Sidnacester (Syddensis), Caistor, Louth, Horncastle ou, le plus souvent, à Stow, tous dans l'actuel Lincolnshire. Mais les dernières recherches concluent que le siège original de l'archevêché se trouvait bien à Lincoln.
Dès avant l'invasion des Danes en 870, il y avait une église à Stow, car les chroniques signalent que ces envahisseurs l’incendièrent,. L'église resta en ruines jusqu'à la construction de l’abbaye en 1040, attribuée à l'évêque Eadnoth II.
Dédiée à la Vierge Marie, l'église de Stow est l'une des plus vastes et des plus anciennes d'Angleterre. Son architecture mêle à des traits saxons des motifs normands. Elle présente la plus grande hauteur sous voûte des églises de la période saxonne en Grande-Bretagne, et l'on y trouve le plus vieux graffiti Viking d'Angleterre (l'ébauche grossière d'un knörr  avec ses rames, remontant probablement au Xe siècle), ainsi qu'une fontaine pré-normande, reposant sur neuf sommiers ornés de symboles païens et une fresque murale consacrée à Saint Thomas Becket.
Raoul de Dicet attribue la fondation de l'église à un certain Elnothus Lincolniensis, qu'on peut très certainement identifier avec Ælfnoth, évêque de Dorchester vers 975. L'église occupe peut être le site de la première collégiale du Lincolnshire, une église saxonne en bois. Une partie du chapitre vivait là, à Stow, et y administrait localement le diocèse. C'est le souvenir de cette période qui est à l'origine de la tradition faisant de Stow l'ancêtre de la Cathédrale de Lincoln.
La collégiale aurait été re-fondée and reconsacrée en 1054 par Leofric de Mercie et son épouse Godiva, à l’instigation de l’évêque Wulfwig, pour en faire une collégiale de chanoines séculiers, dirigée par l'évêque. En 1091 l’évêque Rémi de Fécamp la reclassa comme abbaye et y fit venir des moines de l’Abbaye d'Eynsham : il décrit l'édifice comme déserté, et en ruines. En l'espace de cinq ans, son successeur rapatria les moines à Eynsham pour faire de l'ancienne collégiale l'église Sainte-Marie.
En 1865 J. L. Pearson dota l'église d'un escalier à vis de Saint-Gilles à l'extérieur du clocher. À l'origine, l'escalier se trouvait à l'intérieur de la nef, au sommier nord de la voûte du clocher. Par la même occasion, on remplaça plusieurs vitraux et on répara la toiture. Un vestiaire a été construit dans les années 1990 ; au cours de ces travaux, on a découvert plusieurs squelettes et une croix en tuf du XIIIe siècle.
À deux kilomètres du village, sur le côté sud de la voie romaine reliant Lincoln et York, appelée Tillbridge Lane, on voit encore les vestiges de l'évêché médiéval de Lincoln, édifié en 1336 : la butte sur laquelle ce palais était édifié et, au nord et à l'est, les bassins des viviers.

## Conservation
English Heritage a classé Stow Minster comme monument historique et elle a été inscrite au titre de 2006 sur la liste des 100 sites les plus menacés du Fonds mondial pour les monuments. Des travaux d'étanchéité préalables sont nécessaires à la restauration des décors intérieurs.
Cette importante collégiale anglo-saxonne comporte des vestiges remontant aux années 950. Ce sanctuaire historique attire des touristes du monde entier. Malgré les travaux de restauration de l'Époque victorienne, de nouvelles réparations sont indispensables. On estimait en 2008 qu'il faudrait au moins 10 ans de travaux pour mener la réparation à bien, moyennant un investissement compris entre 2 000 000 £ et 3 000 000 £.